# Marcin Skalski
Marcin Napoleon Skalski – polski dziennikarz, publicysta oraz aktywista kresowy i nacjonalistyczny.

## Życiorys
Ukończył bezpieczeństwo wewnętrzne (licencjat, 2011) oraz wschodoznawstwo (magister, 2016) na Uniwersytecie Warszawskim. Był słuchaczem uczelni: w Wilnie, we Lwowie i w Doniecku. Podczas studiów w Wilnie działał w kole Związku Polaków na Litwie – Wileńskiej Młodzieży Patriotycznej. Do 2014 miał w dorobku publikacje w „Kurierze Wileńskim”, „Polityce Narodowej” oraz „Nowej Konfederacji”.
Był wieloletnim członkiem zespołu redakcyjnego portalu KRESY.PL, z którego odszedł w styczniu 2016. W kolejnych latach pozostał jednak publicystą tego serwisu w charakterze zewnętrznego autora.
Publikował także na Mediach Narodowych Roberta Bąkiewicza, Xportalu Bartosza Bekiera oraz portalach: prawy.pl, konserwatyzm.pl (zał. przez prof. Adama Wielomskiego) i wPrawo.pl Jacka Międlara. Publikuje na portalu oraz w wydaniu drukowanym tygodnika Do Rzeczy Pawła Lisickiego.
W 2016 został współautorem programu partii Ruch Narodowy w podrozdziale polityki zagranicznej.
W marcu 2020 na zaproszenie posła Grzegorza Brauna brał udział w posiedzeniu Komisji Mniejszości Narodowych i Etnicznych w Sejmie RP.
We wrześniu 2023 podczas kampanii wyborczej do parlamentu RP spotkał się z Władysławem Kosiniakiem-Kamyszem i wypowiedział się krytycznie na temat Konfederacji, a jego wypowiedź została później użyta w oficjalnym spocie wyborczym KKW Trzecia Droga Polska 2050 Szymona Hołowni – PSL. 
W kwietniu 2024 złożył przysięgę wojskową i odbył przeszkolenie w Centrum Szkolenia Żandarmerii Wojskowej w Mińsku Mazowieckim. 

## Poglądy i kontrowersje
Marcin Skalski jest posądzany o propagowanie proputinowskiej dezinformacji. Współpracował z założoną przez Bartosza Bekiera ekstremistyczną organizacją Falanga (m.in. wziął z nią udział w demonstracji pod ambasadą Stanów Zjednoczonych w Warszawie, wypowiadając się przeciwko roszczeniom środowisk żydowskich do tzw. mienia bezspadkowego w Polsce). Deklaruje poglądy rewizjonistyczne. Publicznie twierdzi, że sprawiedliwy byłby powrót dawnych Kresów Wschodnich do granic Polski. W swoich tekstach na łamach prowadzonego przez Falangę (i zablokowanego przez ABW) Xportalu przedstawia się autoironicznie jako „ruski agent” oraz „antysemita”. Potępia także postawę Polaków ratujących Żydów w czasie Holokaustu jako „narażającą na biologiczne straty własnego narodu”. 
Zgodnie z jego własną deklaracją na portalu wPrawo.pl z 2022 (i zarazem wbrew wcześniejszym oświadczeniom z 2017) oraz zdaniem blogera Marcina Reya i byłego członka organizacji Falanga Alexandra Norberta Kossa jest on współautorem prowokacji internetowej z początku 2015 o nazwie „Wileńska Republika Ludowa”, wobec której w lutym 2015 Prokuratura Generalna Republiki Litewskiej wszczęła oficjalne śledztwo. Do sprawy odniósł się także ówczesny członek Narodowej Rady Bezpieczeństwa i Obrony Litwy (i późniejszy minister) Arvydas Anušauskas, która w następstwie zarekomendowała wtedy podniesienie stanu zagrożenia publicznego i w marcu tego samego roku przywrócono w tym kraju powszechny pobór do wojska. W grudniu 2024 Alexander Norbert Koss opublikował w mediach społecznościowych informacje, że złożył w tej sprawie zawiadomienia do polskich oraz litewskich organów ścigania. Dotychczas (stan na luty 2025) Marcinowi Skalskiemu nie przedstawiono z tego tytułu żadnych zarzutów ani w Polsce, ani na Litwie. 
W styczniu 2016 został prawomocnie skazany przez Sąd Rejonowy dla Warszawy-Śródmieścia w Warszawie na grzywnę w wysokości 200 zł za nielegalne wywieszenie plakatu na witrynie budynku Fundacji Otwarty Dialog, w którym wzywał osoby narodowości ukraińskiej do poparcia przyłączenia Ukrainy do Polski. 
W tym samym roku zeznawał przed Sądem Rejonowym Gdańsk-Południe w Gdańsku w charakterze świadka w procesie karnym Alexandra Norberta Kossa. Postępowanie rozpoczęło się po reakcji Ambasady Republiki Litewskiej w Warszawie na spot wyborczy Kossa (który Skalski upubliczniał) i po złożeniu zawiadomienia przez polski MSZ do prokuratury, a zakończyło się prawomocnym uniewinnieniem oskarżonego.  
W lipcu 2022 został inicjatorem internetowej akcji #StopUkrainizacjiPolski, która na prowadzonym przez niego profilu na portalu Twitter uzyskała ponad 1.5 miliona wyświetleń. Została także przyswojona przez posła Grzegorza Brauna, który zwielokrotnił jej zasięg do ponad 5 milionów odbiorców. W tym samym roku Marcin Skalski publicznie pochwalił standardy życia w Czeczenii rządzonej przez Federację Rosyjską i wyraził życzenie, aby ukraiński Donbas „zakwitł” pod okupacją rosyjską. 
W sierpniu 2024 Skalski został skrytykowany za okładkowy artykuł w tygodniku Do Rzeczy nt. „ukrainizacji Polski” m.in. przez Witolda Jurasza oraz Michała Marka, będący wg. nich przejawem dezinformacji godzącej w stosunki polsko-ukraińskie.  
W listopadzie 2024 jego profil został umieszczony na stronie ukraińskiego ośrodka kontrwywiadowczego Centrum „Myrotworeć”.  

## Wybrane publikacje
- (współautor), Przeciwko plutokracji. Doktryny, idee i konflikty zbrojne w publicystyce Xportalu, Warszawa: Wydawnictwo Re Volta 2018.